# Heinz Schiller
 Heinz Schiller  va ser un pilot de curses automobilístiques suís que va arribar a disputar curses de Fórmula 1.
Heinz Schiller va néixer el 25 de gener del 1930 a Frauenfeld, Suïssa i va morir el 26 de març del 2007.

## A la F1
Va debutar a la sisena cursa de la temporada 1962 (la tretzena temporada de la història) del campionat del món de la Fórmula 1, disputant el 5 d'agost del 1962 el GP d'Alemanya al circuit de Nürburgring.
Heinz Schiller va participar en una única prova puntuable pel campionat de la F1, no aconseguint finalitzar la cursa i no assolí cap punt pel campionat del món de pilots.

## Resultats a la Fórmula 1
| Any  | Equip              | Xassís | Motor | 1   | 2   | 3   | 4   | 5   | 6       | 7   | 8   | 9   | 10 | Posició | Punts |
| ---- | ------------------ | ------ | ----- | --- | --- | --- | --- | --- | ------- | --- | --- | --- | -- | ------- | ----- |
| 1962 | Ecurie Filipinetti | Lotus  | BRM   | HOL | MON | BEL | FRA | GBR | ALE Ret | ITA | USA | SUD |    | -       | 0     |

### Resum
| Curses: | Victòries: | Pòdiums: | Poles: | Voltes ràpides: | Punts: |
| ------- | ---------- | -------- | ------ | --------------- | ------ |
| 1       | 0          | 0        | 0      | 0               | 0      |